# Husmattvävare
Husmattvävare (Lepthyphantes leprosus) är en spindelart som först beskrevs av Ohlert 1865.  Husmattvävare ingår i släktet Lepthyphantes och familjen täckvävarspindlar. Arten är reproducerande i Sverige. Inga underarter finns listade i Catalogue of Life.